# Scytalidium circinatum
Scytalidium circinatum är en svampart som beskrevs av Sigler & C.J.K. Wang 1990. Scytalidium circinatum ingår i släktet Scytalidium, ordningen disksvampar, klassen Leotiomycetes, divisionen sporsäcksvampar och riket svampar.   Inga underarter finns listade i Catalogue of Life.